# Irisbus Ducato
Le Fiat Ducato a depuis sa présentation en 1981, servi de base au transport en commun, dans les versions bus scolaire et minibus urbain.
Les carrosseries sont l'œuvre de nombreuses entreprises spécialisées en la matière et, comme pour sa version camping-car, fleurissent grâce à une base mécanique très robuste et à sa souplesse d'utilisation.